# العید بلهامل
العید بلهامل (انگلیسی: Laid Belhamel؛ زادهٔ ۱۲ نوامبر ۱۹۷۷) بازیکن فوتبال اهل الجزایر بود.
از باشگاه‌هایی که در آن بازی کرده‌است می‌توان به باشگاه فوتبال شباب بلوزداد، باشگاه فوتبال قسنطینه، و باشگاه فوتبال وفاق سطیف اشاره کرد.
وی همچنین در تیم ملی فوتبال الجزایر بازی کرده‌است.